# شهروندی جهانی

نماد شهروندی جهانی

شهروندی جهانی (انگلیسی: Global citizenship) یک اصطلاح نوآورانه است که یک شخص را توصیف می‌کند که می‌تواند در هر سطحی با هر فردی، صرف نظر از فرهنگ و کشور خود، در سطح جهانی ارتباط برقرار کند. استفاده از این اصطلاح با افزایش آگاهی در مورد جهانی شدن و تبدیل هویت بشری از منظر صرفاً ملی به یک مفهوم وسیع ملی گسترش یافته‌است. مهارت‌هایی که یک شهروند جهانی باید انجام دهد عبارت است از: مهارت‌های مشارکت مدنی و اثر بخشی سیاسی، همدلی فرهنگی، احترام به تنوع، توانایی آشتی دادن درگیری‌ها و دستیابی به توافق از طریق راه حلهای صلح‌آمیز، از جمله بحث، مذاکره و گفتگو.
مفهوم شهروندی جهانی، در مفهوم نگرش‌های بین‌المللی بیشتر معنادار است، با توجه به مشکلات موجود در جهان، مانند گرمایش جهانی و تهدیدات تروریستی و افزایش تعهد و وابستگی متقابل میان جمعیت‌های مختلف کشورهای مختلف. مبانی ایدئولوژیک شهروندی جهانی به حقوق بشر بستگی دارد، همان‌طور که در منشور سازمان ملل متحد آمده‌است از جمله حقوق اجتماعی فراتر از آن، اکثر جنبش‌های جهانی شهروندی بر مسئله کاهش شکاف بین مناطق توسعه و فقیر به عنوان بخشی از یک شهروند جهانی تأکید می‌کنند.

## تعریف
تعاریف بسیاری در ارتباط با موجودیت و مقصد آن وجود دارد. اما همه موافقند که شهروندی جهانی شده فراملیتی است و به وحدت زندگی روی زمین معتقد است.

## زبان عربی
شهروندی که ریشه آن میهن است و از آن به شهروندان می‌رسد، یعنی مردم محلی. در حالی که یک جهانی شدن که ریشه آن یک جهان است معنی ساختن چیزی جهانی است. شهروندی جهانی به معنی مردم جهان است.

## در جهان عرب
این اصطلاح در میان روشنفکران عرب و اشخاص علاقه‌مند به دلایل مذهبی، قومی یا سازمانی، ممکن است دلیل آن باشد که ذهنیت عرب هنوز هم می‌بیند که جهانی شدن یک اصطلاح مترادف با آمریکا (آمریکا) است.

## در جهان
به گفته آکسفام، یک سازمان جهانی متمرکز بر غلبه بر فقر و رنج، این یک ویژگی مشترک شهروندان است که آنها درک تمام جهان و نه تنها محیط زیست خود را و نقش خود را به عنوان شهروندان در سراسر جهان را ببینید.
احترام و توجه به تنوع بالا؛
درک کافی در مورد چگونگی کار جهان در شرایط اقتصادی، سیاسی، اجتماعی، فرهنگی، فنی و محیطی دارد.
آنها بی عدالتی اجتماعی را نادیده می‌گیرند.
مشارکت در کار اجتماعی در همه سطوح از محلی به جهانی.
مایل به کار کردن برای ایجاد جهان پایدار تر.
برعهده گرفتن مسئولیت اقدامات خود.